# Bébé colle les timbres
Pour plus de détails, voir Fiche technique et Distribution.
Bébé colle les timbres est un film muet français réalisé par Louis Feuillade et sorti en 1912.
Ce film fait partie de la série des Bébé.

## Fiche technique
- Titre : Bébé colle les timbres
- Réalisation : Louis Feuillade
- Scénario : Louis Feuillade
- Société de production : Société des Établissements L. Gaumont
- Pays d'origine :  France
- Langue : film muet avec les intertitres en français
- Format : Noir et blanc — 35 mm — 1,33:1 — Muet
- Métrage : 137 m
- Genre : Comédie
- Durée : 4 minutes
- Date de sortie : 
  - France : mai 1912

## Distribution
- René Dary : Bébé
- Paul Manson : le père
- Renée Carl  : la mère